# Île Ferry Baker
L'île Ferry Baker est une île de l'État de Washington dans le comté de Snohomish aux États-Unis, appartenant administrativement à Everett.

## Description
Située sur le fleuve Snohomish, elle s'étend sur près de 600 m de longueur pour une largeur d'environ 205 m.